# Y mañana será otro día
Y mañana será otro día  est une telenovela mexicaine diffusée entre le 16 avril 2018 et le 29 juillet 2018 sur Las Estrellas,

## Synopsis
Mónica Rojas (Angélica Vale) est une secrétaire entièrement vouée à son travail dans Media Link, la société fondée et dirigée par Camilo Sarmiento (Diego Olivera). Monica est non seulement responsable de l'agenda professionnel de son patron, mais aussi de sa vie personnelle, qui comprend sa femme Diana (Alejandra Barros) et leurs enfants. Dès que Mónica rencontre Camilo, elle tombe profondément amoureuse de lui, même si elle pense que son amour n'a aucune chance. Mais ses espérances d'amour vont changer, quand Diana lui confie Camilo tandis qu'elle meurt d'une maladie grave.

## Distribution
- Angélica Vale : Mónica Rojas
- Diego Olivera : Camilo Sarmiento
- Alejandra Barros : Diana Alcántara Lazcano de Sarmiento
- Nuria Bages : Eugenia
- Ana Layevska : Margarita Rojas
- Fabián Robles : Adrián
- Diego de Erice : Manuel Alvear
- Fernanda Borches : Laura
- Emmanuel Palomares : Rafael de la Maza
- Florencia de Saracho : Ximena Izaguirre
- Mauricio Abularach : Mauricio
- Socorro Bonilla : Chabela
- Estefanía Villarreal : Nora Solé
- Andrea Escalona : Lidia
- Miranda Kay : Regina Sarmiento
- Lizy Martínez : Bárbara "Barbie" Sarmiento
- Oliver Nava : Cristóbal
- Ari Placera : Nicólas "Nico" Sarmiento
- Chris Pascal : Pablo
- Luis José Sevilla : Luis
- Sergio Saldívar : Dr. Juan
- Miguel Díaz-Morlet : Armando
- Alejandro Cervantes : Ferchi
- Sergio Madrigal : Damián
- Rocío Padilla : Paloma
- Monserrat Jiménez : Cristina Rivapalacios
- Janeth Ponzo : Pilar Embil
- Luis Hacha : Iñaki de la Maza
- Ana La Salvia : Almudena Cervantes
- Macaria : Mercedes Garza

## Diffusion
- Las Estrellas (2017-2018)

## Autres versions
- Cuenta conmigo (Canal 13, 2009)

### Sources
- (en) Cet article est partiellement ou en totalité issu de l’article de Wikipédia en anglais intitulé « Y mañana será otro día » (voir la liste des auteurs).